# Уришкинское сельское поселение
Уришкинское сельское поселение — упразднённое муниципальное образование в Ромодановском районе Республики Мордовия.
Административный центр поселения — село Уришка.

## Население
| 2002 | 2010 | 2012 | 2013 | 2014 | 2015 | 2016 |
| ---- | ---- | ---- | ---- | ---- | ---- | ---- |
| 502  | ↘379 | ↘371 | ↘360 | ↘358 | ↘349 | ↘348 |
| 2017 | 2018 |      |      |      |      |      |
| ↘342 | ↘335 |      |      |      |      |      |

## Состав поселения
| № | Населённый пункт | Тип населённого пункта | Население |
| - | ---------------- | ---------------------- | --------- |
| 1 | Уришка           | село                   | ↘348      |

## Местное самоуправление
Администрация
Администрация Уришкинского сельского поселения Ромодановского муниципального района Республики Мордовия

Адрес: 431606, Республика Мордовия, Ромодановский район, с. Уришка, ул. Клубная , 5 

Тел. (83438) 2-56-31.

www: Уришкинское сельское поселение

Глава Уришкинского сельского поселения: Белоглазова Надежда Александровна